# Osvaldo Zubeldía
Osvaldo Juan Zubeldía (Junín, Argentina, 24 de junho de 1927 – Medellín, Colômbia, 17 de janeiro de 1982) foi um futebolista e técnico de futebol argentino.

## Carreira como jogador
Como jogador, Zubeldía teve uma carreira respeitável, passando por clubes como Vélez Sársfield,Boca Juniors, Atlanta e Banfield.ele era conhecido como um jogador inteligente, que estava sempre bem posicionado em campo.apesar disso, seu legado viria de sua carreira como treinador.

## Carreira como técnico
Sua carreira como técnico começou no Atlanta em 1961.ele também teve uma curta passagem pela Seleção Argentina em 1965,mas sua carreira como treinador decolou com o Estudiantes de La Plata contratado em 1965 para ajudar o clube a escapar do rebaixamento, ele combinou muitos talentos formados nas categorias de base do Estudiantes com um pequeno número de jogadores contratados, e assim, construiu uma das equipes mais bem sucedidas da história do futebol argentino. O primeiro campeonato da chamada "Era de Ouro" veio em 1967, quando o Estudiantes se tornou o primeiro "time pequeno" a ganhar um campeonato argentino. Nas semifinais, o clube venceu o Platense por 4x3 depois de estar perdendo por 3x0, e venceu o Racing na final por 3x0. Com o título, a equipe se classificou para a Taça Libertadores da América de 1968, a qual o Estudiantes ganhou depois de derrotar o Palmeiras na final. Na Copa Intercontinental daquele ano, o Estudiantes derrotou o Manchester United por 1x0 em Buenos Aires e conseguiu um empate por 1x1 em Old Trafford, em 16 de outubro de 1968, conseguindo o título.
O Estudiantes ainda ganharia a Copa Libertadores mais duas vezes, em 1969 e em 1970 e perdeu as finais da Copa Intercontinental de 1969 e 1970, contra o Milan e Feyenoord, respectivamente. A equipe ainda ganhou a Copa Interamericana em 1969. Passou ainda por San Lorenzo, onde ganhou o Campeonato Nacional em 1974 e pelo Atlético Nacional, onde ganhou o campeonato colombiano em 1976 e 1981. Morreu em 17 de janeiro de 1982.